# Phantasy Star Zero
Phantasy Star Ø (ファンタシースターZERO?) è un videogioco di ruolo sviluppato da Sonic Team e pubblicato nel 2008 da SEGA per Nintendo DS. Appartenente alla serie Phantasy Star, è il primo titolo della saga per la console portatile Nintendo e si avvale della collaborazione di Toshiyuki Kubooka.

## Modalità di gioco
Simile nel gameplay ai titoli per GameCube, il gioco prevede una modalità multigiocatore che permette di controllare fino a quattro personaggi.